# Баранов, Владимир Николаевич (Георгиевский кавалер)
Владимир Николаевич Баранов (1881—1915) — русский военный  деятель, полковник  (1915). Герой Первой мировой войны, погиб в бою.

## Биография
В 1902 году после окончания Пажеского Его Величества корпуса произведён подпоручики гвардии и выпущен в Преображенский лейб-гвардии полк. В 1906 году произведён в поручики гвардии, в 1910 году произведён в штабс-капитаны гвардии.
С 1914 года участник Первой мировой войны, капитан гвардии, командир роты Его Величества Преображенского лейб-гвардии полка. В 1915 году произведён в полковники. 20 июля 1915 года погиб в бою на Гудулинских высотах под Вильной, исключён из списков убитым в бою с неприятелем 11 июля 1916 года.
Высочайшим приказом от 26 сентября 1916 года за храбрость награждён Орденом Святого Георгия 4-й степени :
Лейб-гвардии Преображенского полка, убитому в бою с неприятелем, Владимиру Баранову за то, что, будучи в чине капитана, в бою 27-го июля 1915 года, когда немцы овладели командующей высотой на нашей позиции у д. Петрилово, контр-атакой участкового резерва восстановил утерянное положение и тем не только предотвратил очищение полком позиции, но способствовал отступлению противника из захваченных им наших окопов

## Награды
- Орден Святой Анны 3-й степени с мечами и бантом (Мечи — ВП 30.04.1915)
- Орден Святого Станислава 2-й степени с мечами (Мечи — ВП 09.04.1915)
- Орден Святого Владимира 4-й степени с мечами и бантом (ВП 28.10.1914)
- Орден Святой Анны 2-й степени с мечами (ВП 27.03.1915)
- Орден Святой Анны 4-й степени «За храбрость» (ВП 07.05.1915)
- Орден Святого Георгия 4-й степени (ВП 26.09.1916)